# 东台市
东台市，古称晏，简称东，又称西溪、宁海县、东亭、建陵县等，位于江苏省沿海中部，长江三角洲北翼，东拥黄海，西接泰州，南依南通，北望盐城。区域总面积为3240平方公里，拥有85公里黄金海岸线，东台沿海是联合国教科文组织认定的太平洋西岸唯一未被污染的海滨圣地。市人民政府驻东台镇。
东台，距今2100多年历史，是里下河地区较繁华城市，也是范公堤沿线核心的地段之一。东台人多属江淮民系，多数人使用江淮官话通泰方言；学界素有「客、赣、通泰方言源于南朝通语说」之說，习俗文化类似于南通一带，与盐城其他地区略有差别。
东台以产盐出名，是中国著名的“鱼米之乡”，被誉为“黄海明珠”。东台灶撇文化是中国盐文化的发源地，是淮盐文化的摇篮。东台董永七仙女的爱情传说被列为国家级非物质文化遗产。
东台是中国优秀旅游城市之一。“秋天响亮惟闻鹤，夜海朦胧每见珠。”诗人范仲淹用这句诗来形容东台海岸风景。

## 历史沿革
本泰州地，清乾隆三十二年（1767年）由泰州分置东台县，以东台场为名。
据史料记载，东台境内古称淮夷地，属九州（远古行政区划）之一的古扬州。西周属吴国。春秋后期，“吴亡入越”。战国时期，“越灭入楚”。秦始皇统一中国后，东台地属东海郡广陵县，县治所在今扬州市。
两汉时期 汉高祖五年（前202年），刘邦平楚，东台为荆国东阳郡广陵县地。汉高祖十二年（前195年），刘邦封刘濞为吴王，建都广陵（今扬州市），东台属吴国，景帝三年（前154年）改吴为江都国后，属江都国。元狩六年（前117年）江都国改为广陵国，属临淮郡海陵县（今泰州），海陵之名始见。东汉光武帝建武六年（30年），废400余县，海陵县并入东阳县。东汉建武十八年（42年），改江平郡为广陵郡复置海陵县。三国时江淮为战争之，广陵郡先属魏，后属吴，海陵县时置时废。
魏晋南北朝时期 西晋太康元年（280年）灭吴，属徐州部广陵郡海陵县。东晋义熙七年（411年）分广陵郡，设海陵郡，领建陵（侨置）、宁海、如皋、蒲涛（今白蒲）、临江五县。其时，东台地域在徐州部海陵郡建陵、宁海两县境内。按《晋书》载，建陵县城遗址在“海陵县界，地名青蒲（即今溱东镇青蒲庄）”。根据明《嘉靖淮扬志》中隋唐扬州图所绘，宁海县治设在西溪。嘉庆《东台县志》亦载：临海在西溪镇。因宁临二字谐音，且西溪临近海滨，故而宁海、临海之称谓通用。
隋唐时期 隋开皇元年（581年），废海陵郡，复置海陵县，建陵县并归海陵县，东台地域横跨海陵、宁海两县，先后隶属扬州总管府和江都郡。唐武德九年（626年），宁海县并入海陵县。贞观元年（627年），时属淮南道扬州海陵县。南唐昇元元年（937年），海陵县置泰州，海陵监（与县同级）移至东台场，东台之名始见于史书。
宋元时期 宋开宝七年（974年）改泰州为泰州军，领海陵、兴化、泰兴、如皋四县，东台属泰州军海陵县，海陵监移治如皋，置西溪盐仓监（今东台西溪）。元至元十四年（1277年），置泰州路总管府，领海陵、如皋二县。至元二十一年（1284年），泰州路改为泰州，属扬州路，领县照旧，东台属泰州海陵县。至正十三年（1353年），泰州白驹场盐民张士诚起义，于至正二十三年（1363年）在平江路（苏州），自立为吴王，东台属张吴泰州。
明清时期 明洪武元年（1368年）海陵县入泰州，直隶中书省扬州府，并设西溪巡检司。同年，设泰州盐运分司，辖东台、安丰、富安、何垛、丁溪、草堰、小海、栟茶、角斜场盐课司。武宗正德十五年（1520年）盐运分司署移置东台场，驻东台场鼓楼街（今台城步行街文化广场东侧），东台各盐场为其所属。清康熙六年（1667年），东台地属扬州府泰州。雍正元年（1723年），置水利同知（与县同级）驻东台，专辖里下河水利。乾隆三十二年（1767年）分泰州东北九场、四乡设置东台县，与泰州同属扬州府，治所在东台镇（今鼓楼街口南50米、公园路西侧）。
民国时期 民国元年（1912年），民国政府废府州制，设省县二级制，东台县直属江苏省。22年（1933年）3月，改归江苏省第八行政督察区（后改称泰州行政督察区）管辖。23年（1934年）归属江苏省盐城行政督察区。29年（1940年）10月15日东台县抗日民主政府（地址在旧县政府内）建立，先后隶属通如靖泰临时行政区、苏北临时行政区。30年（1941年）起先后隶属苏中区第二、第四行政区。1945年改属苏皖边区第一行政区。1949年5月，苏皖边区第一行政区改为苏北泰州行政区，东台县为其所属。
中华人民共和国 1950年元月，东台县由苏北泰州行政区划属苏北盐城行政区。1953年元月，苏南、苏北行政区和南京市合并置江苏省，东台隶属江苏省盐城专区。1983年盐城专区改地级市，东台为其市属县之一。1987年12月，国务院批准东台撤县建市（县级），由省直辖。1988年1月，省政府[1988]9号文件，对由省直辖的问题，因涉及的方面比较多，经研究决定，仍由盐城市代管。

## 行政区划
东台市下辖14个镇：
溱东镇、时堰镇、五烈镇、梁垛镇、安丰镇、南沈灶镇、富安镇、唐洋镇、新街镇、许河镇、三仓镇、头灶镇、弶港镇、东台镇、国营新曹农场、国营弶港农场、东台经济开发区和沿海经济区。

## 人口
根据第七次全国人口普查数据，截至2020年11月1日零时，东台市常住人口888410人 。
截至2021年末，东台市户籍人口105.46万人，比上年减少1.76万人，其中城镇人口67.84万人，乡村人口37.63万人。

## 交通
- 204国道、 228国道过境。
- 344国道0公里起点。
- 新长铁路，盐通高铁：东台站
- 盐通高铁东台站2020年12月28日开放运营。

## 地理
东台市位于江苏省中部，北纬 32°33′～32°57′，东经120°07′～120°53′，东与黄海相连，南与南通市的海安接壤，西与泰州市兴化毗邻，北与大丰区交界，总面积3221平方公里。
东台境内地势平坦，地面高程1.4米～5.1米，大部分地区在2.6米～4.6米之间，204国道（范公堤）贯穿南北，将全市自然分成堤东、堤西两大地块：堤西属苏北里下河碟形洼地东部碟缘平原，东北高平，西南低洼，为著名的时溱洼地；堤东地区为黄河夺淮后泥沙淤积形成的海陸過渡相沈積滨海平原，海岸线以东约50公里的东沙岛已高出零线以上，为江（长江）淮（淮河）两大水系冲击回流之海陸過渡沈積相沈積物。
| 1981–2010年间东台市的平均气象数据                     | 1981–2010年间东台市的平均气象数据 | 1981–2010年间东台市的平均气象数据 | 1981–2010年间东台市的平均气象数据 | 1981–2010年间东台市的平均气象数据 | 1981–2010年间东台市的平均气象数据 | 1981–2010年间东台市的平均气象数据 | 1981–2010年间东台市的平均气象数据 | 1981–2010年间东台市的平均气象数据 | 1981–2010年间东台市的平均气象数据 | 1981–2010年间东台市的平均气象数据 | 1981–2010年间东台市的平均气象数据 | 1981–2010年间东台市的平均气象数据 | 1981–2010年间东台市的平均气象数据 |
| 月份                                                  | 1月                               | 2月                               | 3月                               | 4月                               | 5月                               | 6月                               | 7月                               | 8月                               | 9月                               | 10月                              | 11月                              | 12月                              | 全年                              |
| ----------------------------------------------------- | --------------------------------- | --------------------------------- | --------------------------------- | --------------------------------- | --------------------------------- | --------------------------------- | --------------------------------- | --------------------------------- | --------------------------------- | --------------------------------- | --------------------------------- | --------------------------------- | --------------------------------- |
| 平均高温 °C（°F）                                     | 6.3 (43.3)                        | 8.3 (46.9)                        | 12.8 (55.0)                       | 19.1 (66.4)                       | 25.0 (77.0)                       | 28.3 (82.9)                       | 31.1 (88.0)                       | 30.7 (87.3)                       | 27.0 (80.6)                       | 22.1 (71.8)                       | 15.7 (60.3)                       | 9.1 (48.4)                        | 19.6 (67.3)                       |
| 日均气温 °C（°F）                                     | 2.1 (35.8)                        | 3.9 (39.0)                        | 7.9 (46.2)                        | 13.8 (56.8)                       | 19.5 (67.1)                       | 23.6 (74.5)                       | 27.2 (81.0)                       | 26.7 (80.1)                       | 22.6 (72.7)                       | 17.1 (62.8)                       | 10.7 (51.3)                       | 4.5 (40.1)                        | 15.0 (59.0)                       |
| 平均低温 °C（°F）                                     | −1.1 (30.0)                       | 0.5 (32.9)                        | 4.1 (39.4)                        | 9.4 (48.9)                        | 15.0 (59.0)                       | 19.9 (67.8)                       | 24.2 (75.6)                       | 23.7 (74.7)                       | 19.1 (66.4)                       | 13.2 (55.8)                       | 6.8 (44.2)                        | 0.9 (33.6)                        | 11.3 (52.4)                       |
| 平均降水量 mm（）                                     | 38.3 (1.51)                       | 40.3 (1.59)                       | 67.7 (2.67)                       | 66.1 (2.60)                       | 88.2 (3.47)                       | 146.6 (5.77)                      | 221.1 (8.70)                      | 155.7 (6.13)                      | 101.1 (3.98)                      | 48.6 (1.91)                       | 60.4 (2.38)                       | 27.0 (1.06)                       | 1,061.1 (41.77)                   |
| 平均降水天数（≥ 0.1 mm）                              | 7.1                               | 7.8                               | 10.5                              | 8.9                               | 10.5                              | 11.7                              | 13.4                              | 11.5                              | 9.4                               | 8.0                               | 7.0                               | 5.1                               | 110.9                             |
| 平均相對濕度（％）                                    | 76                                | 77                                | 77                                | 77                                | 77                                | 80                                | 84                                | 85                                | 83                                | 78                                | 77                                | 75                                | 79                                |
| 月均日照時數                                          | 150.0                             | 141.6                             | 158.2                             | 187.9                             | 211.4                             | 178.8                             | 200.4                             | 227.9                             | 186.2                             | 188.5                             | 170.0                             | 168.9                             | 2,169.8                           |
| 可照百分比                                            | 48                                | 46                                | 43                                | 49                                | 50                                | 42                                | 46                                | 55                                | 50                                | 54                                | 54                                | 55                                | 49                                |
| 来源：中国气象局（1971–2000年间的降水天数和日照数据） |                                   |                                   |                                   |                                   |                                   |                                   |                                   |                                   |                                   |                                   |                                   |                                   |                                   |

## 争议
位于东台市弶港镇东的条子泥地区原属于江苏盐城国家级珍禽自然保护区最南端区域，为配合“百万亩滩涂围垦”而被划出保护区设立条子泥垦区。为保持保护区面积不缩水，相当面积的海域被划入该珍禽保护区。
位于东台市市区的由实业家张謇创办的母里师范大学原址（现东台市第一小学所在位置），原计划交由东台市第一小学作为校址直接继续使用，后经决定拆除在原址建设新教学楼。